# レセム
レセム（英語: Lethem）は、ガイアナのアッパー・タクトゥ＝アッパー・エセキボ州の州都。タクトゥ川に面したブラジル国境沿いの町で、対岸はロライマ州ボンフィムである。
首都ジョージタウンと付近の村、ブラジルを結ぶ交通の要所で、ブラジルとの経済的結びつきが強い。人口は1,702人（2012年国勢調査）。人種別だと混血が半数以上を占め、次いでアメリカ先住民が多い。またポルトガル語話者が少数ながらいる。

## 歴史

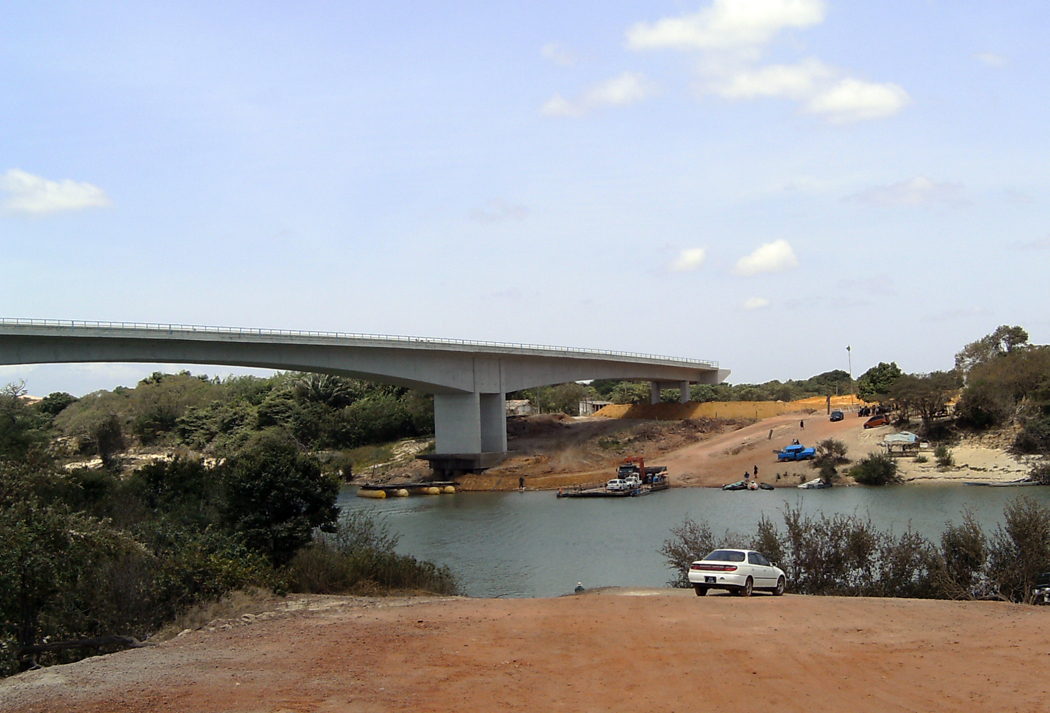
タクトゥ川橋

町名は1941年から1947年まで英領ギニア総督を務めたゴードン・レセムに由来する。
1958年、ルプヌニ県の県都となった。1969年、ルプヌニ反乱がレセム近郊で発生した。1980年、行政区画再編に伴いアッパー・タクトゥ＝アッパー・エセキボ州の州都となった。
2009年、ブラジルが500万ドルの費用を負担しタクトゥ川橋が開通した。ガイアナとブラジルが初めて陸路で結ばれたことで、両国間の貿易促進が期待されている。
2017年10月20日、村から町に昇格した。

## 気候
ケッペンの気候区分ではサバナ気候に分類されている。
| レセムの気候           | レセムの気候 | レセムの気候 | レセムの気候 | レセムの気候 | レセムの気候 | レセムの気候 | レセムの気候 | レセムの気候 | レセムの気候 | レセムの気候 | レセムの気候 | レセムの気候 | レセムの気候  |
| 月                     | 1月          | 2月          | 3月          | 4月          | 5月          | 6月          | 7月          | 8月          | 9月          | 10月         | 11月         | 12月         | 年            |
| ---------------------- | ------------ | ------------ | ------------ | ------------ | ------------ | ------------ | ------------ | ------------ | ------------ | ------------ | ------------ | ------------ | ------------- |
| 平均最高気温 °C （°F） | 32.1 (89.8)  | 32.2 (90)    | 32.6 (90.7)  | 32.2 (90)    | 31.7 (89.1)  | 30.5 (86.9)  | 30.3 (86.5)  | 31.1 (88)    | 32.8 (91)    | 33.6 (92.5)  | 33.1 (91.6)  | 32.8 (91)    | 32.08 (89.76) |
| 日平均気温 °C （°F）   | 27.4 (81.3)  | 27.5 (81.5)  | 27.9 (82.2)  | 27.8 (82)    | 27.5 (81.5)  | 26.5 (79.7)  | 26.4 (79.5)  | 26.9 (80.4)  | 28.2 (82.8)  | 28.7 (83.7)  | 28.4 (83.1)  | 28.1 (82.6)  | 27.61 (81.69) |
| 平均最低気温 °C （°F） | 22.7 (72.9)  | 22.8 (73)    | 23.2 (73.8)  | 23.4 (74.1)  | 23.3 (73.9)  | 22.6 (72.7)  | 22.5 (72.5)  | 22.8 (73)    | 23.6 (74.5)  | 23.8 (74.8)  | 23.8 (74.8)  | 23.4 (74.1)  | 23.16 (73.67) |
| 雨量 mm （inch）       | 20 (0.79)    | 28 (1.1)     | 30 (1.18)    | 93 (3.66)    | 268 (10.55)  | 348 (13.7)   | 353 (13.9)   | 225 (8.86)   | 91 (3.58)    | 61 (2.4)     | 60 (2.36)    | 22 (0.87)    | 1,599 (62.95) |
| 出典：Climate-Data.org |              |              |              |              |              |              |              |              |              |              |              |              |               |

## 社会
レセムはルプヌニ・サバンナに位置し、多くの観光地、カウボーイ牧場が存在する。地元の動植物としてはマンゴー、ココナッツ、カシューナッツの木がよく見られ、近隣のセント・イグナティウスにはカシューナッツ加工工場がある。
レセムにはいくつかの商業施設があり、特にブラジル人が頻繁に訪れる。買い物客はボア・ヴィスタ、マナウス、パカライマ、ベネズエラのSanta Elena de Uairénなどからやって来る。街ではガイアナ・ドルとレアルが流通し、一部の店舗ではアメリカ合衆国ドルも受容され始めている。
イースターの週末はロデオイベントが開催される。住民・アメリカ先住民による綱引き大会など出し物もあり、国内外から観光客が訪れる。
町内南東にはレセム空港がある。